# Eucalybites aureola
Eucalybites aureola là một loài bướm đêm thuộc họ Gracillariidae. Nó được tìm thấy ở Nhật Bản (Hokkaidō) và the Kuril Islands.
Sải cánh dài 8-10.2 mm.
Ấu trùng ăn Hypericum erectum. Chúng ăn lá nơi chúng làm tổ.